# Gorsselse Heide
De Gorsselse Heide is een natuurgebied in de Nederlandse gemeente Lochem (provincie Gelderland), gelegen tussen Eefde, Gorssel en Harfsen. Het is ongeveer 110 hectare groot en voornamelijk begroeid met heide en naald- en loofbos. In het gebied zijn een aantal vennetjes.
Het natuurgebied wordt ruwweg begrensd door de Elzerdijk, Gerrit Slagmanstraat, Deventerdijk en de Reeverdijk. Dat zijn verkeersarme, deels onverharde wegen. In het gebied zelf zijn alleen onverharde wegen en paden waarop geen gemotoriseerd verkeer is toegestaan. 
De Gorsselse Heide is niet het eerste gebied met die naam. Tot de aanleg van de spoorlijn Zutphen - Deventer in 1865 en de ontginning van het omliggende terrein lag wat toen de Gorsselse heide genoemd werd net ten oosten van het dorp Gorssel. Een bosgebied ter grootte van 12 hectare aan de Veldhofstraat wordt wel de oude- of kleine Gorsselse Heide genoemd. Het was van Natuurmonumenten, maar werd in 2023 aan de Marke Gorsselse Heide overgedaan.

## Geschiedenis

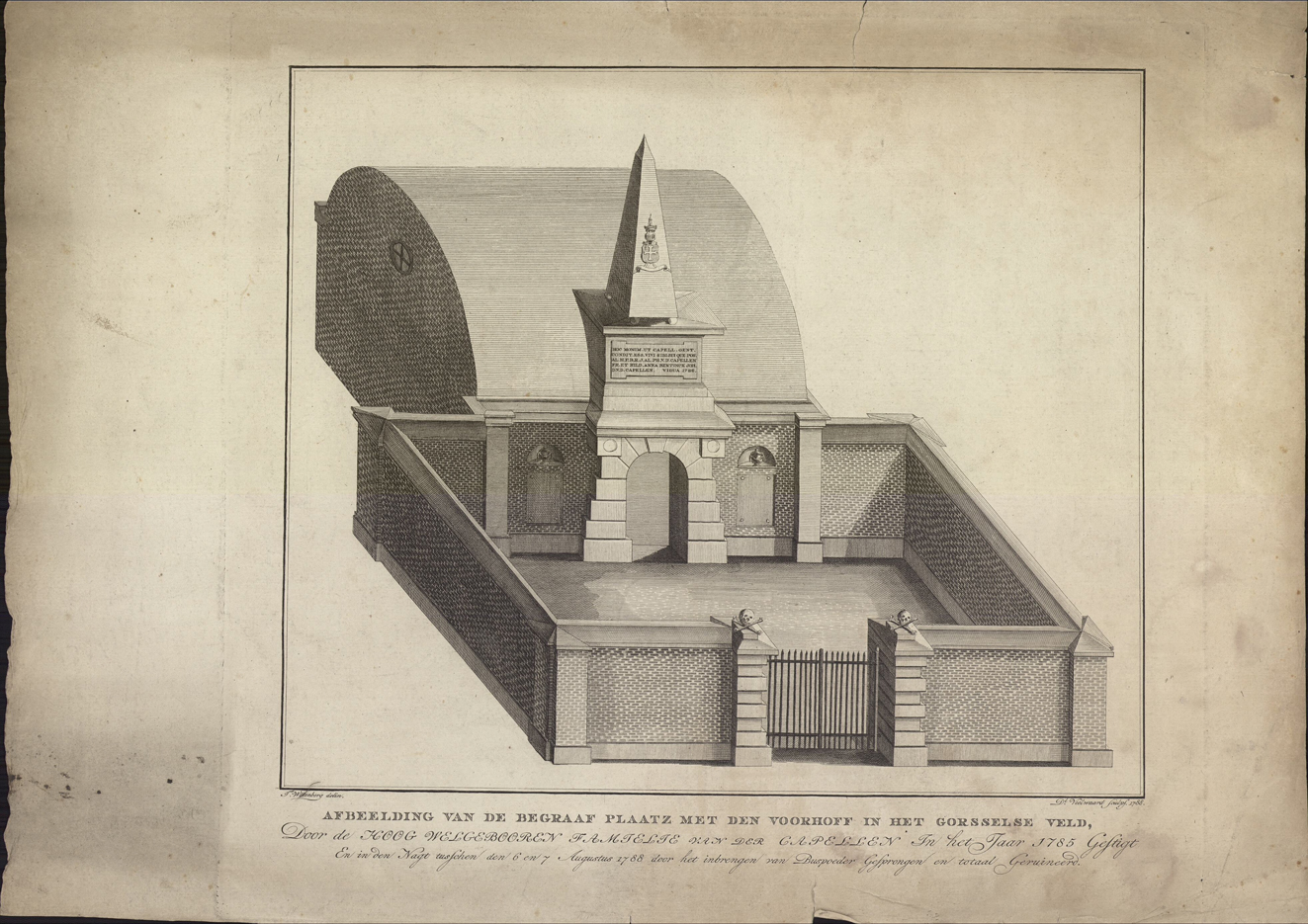
De graftombe van Joan Derk van der Capellen tot den Pol (1785). Prent naar tekening van Teunis Wittenberg.

In 1785 werd op de 'oude' Gorsselse heide naar ontwerp van de bekende Amsterdamse architect Jacob Otten Husly een grafmonument voor de patriot Joan Derk van der Capellen tot den Pol opgericht. Op 23 september 1787 werd het familiewapen op het monument vernield. In de nacht van 6 op 7 augustus 1788 bliezen oranjegezinden het hele gedenkteken op.
Het gebied heeft twee eeuwen dienstgedaan als militair oefen- en schietterrein. Op 26 augustus 1833 was er een grote militaire ceremonie met koning Willem I op het oefenterrein dat toen vlak bij Gorssel lag. In 1865 werd de spoorlijn door het heidegebied aangelegd waardoor het voor militair gebruik ongeschikt werd. Het ministerie van Oorlog kocht toen wat verder naar het oosten uitgestrekte woeste gronden voor een nieuw oefenterrein. Het nieuwe gebied kwam weer bekend te staan als 'Gorsselse Heide', de naam verhuisde dus mee met het oefengebied. Op 26 juni 1916 inspecteerde koningin Wilhelmina er de troepen. Eind twintigste eeuw werd een groot deel van de militaire oefenterreinen in Nederland overbodig. De Gorsselse Heide werd daarop in 2009 verkocht aan de Stichting IJssellandschap die het beheer overlaat aan Stichting Marke Gorsselse Heide. Het ministerie van Defensie hield nog een bosgebied ter grootte van 7,5 hectare aan de Reeverdijk in stand als oefenterrein.

## Natuur
In de loop der jaren was het gebied verdroogd, vergrast en verbost. Daardoor is een deel van de typische heideflora en -fauna verloren gegaan. Bij de verkoop van het terrein in 2009 gold de voorwaarde dat de koper het terrein zou herstellen volgens een reeds opgesteld natuurherstelplan met als doel het terug te brengen in de vroegere staat van natte heide. In 2014 is dit werk begonnen. Een groot deel van het bos werd verwijderd; sloten, greppels en ontwateringskuilen zijn gedempt; de randen van heidevelden en de oevers van vennen zijn boom- en opslagvrij gemaakt; van de ontboste delen is de strooisellaag verwijderd en afgevoerd naar aanliggende akkers. In 2016 waren de herstelwerkzaamheden afgerond.
In de tweede helft van de twintigste eeuw zijn verschillende flora- en fauna-inventarisaties in het gebied uitgevoerd. Dat leverde inzicht op in het verloop van de aanwezigheid van soorten. Veel typische natte heidesoorten zijn verdwenen, maar als gevolg van milieumaatregelen en klimatologische veranderingen zijn er andere soorten gekomen. Door de jaren heen zijn er op de Gorsselse Heide 78 planten-, 30 vlinder-, 33 libellen- en 77 broedvogelsoorten gevonden. Verder is het gebied een gunstig leefgebied voor allerlei paddenstoelensoorten en mossen. Bijzonder is de aanwezigheid van de levendbarende hagedis.
Rond 2009 is door de stichting Vrienden van de Gorsselse Heide begonnen met het opstellen van de Ecologische atlas van de Gorsselse Heide.

## Fotogalerij

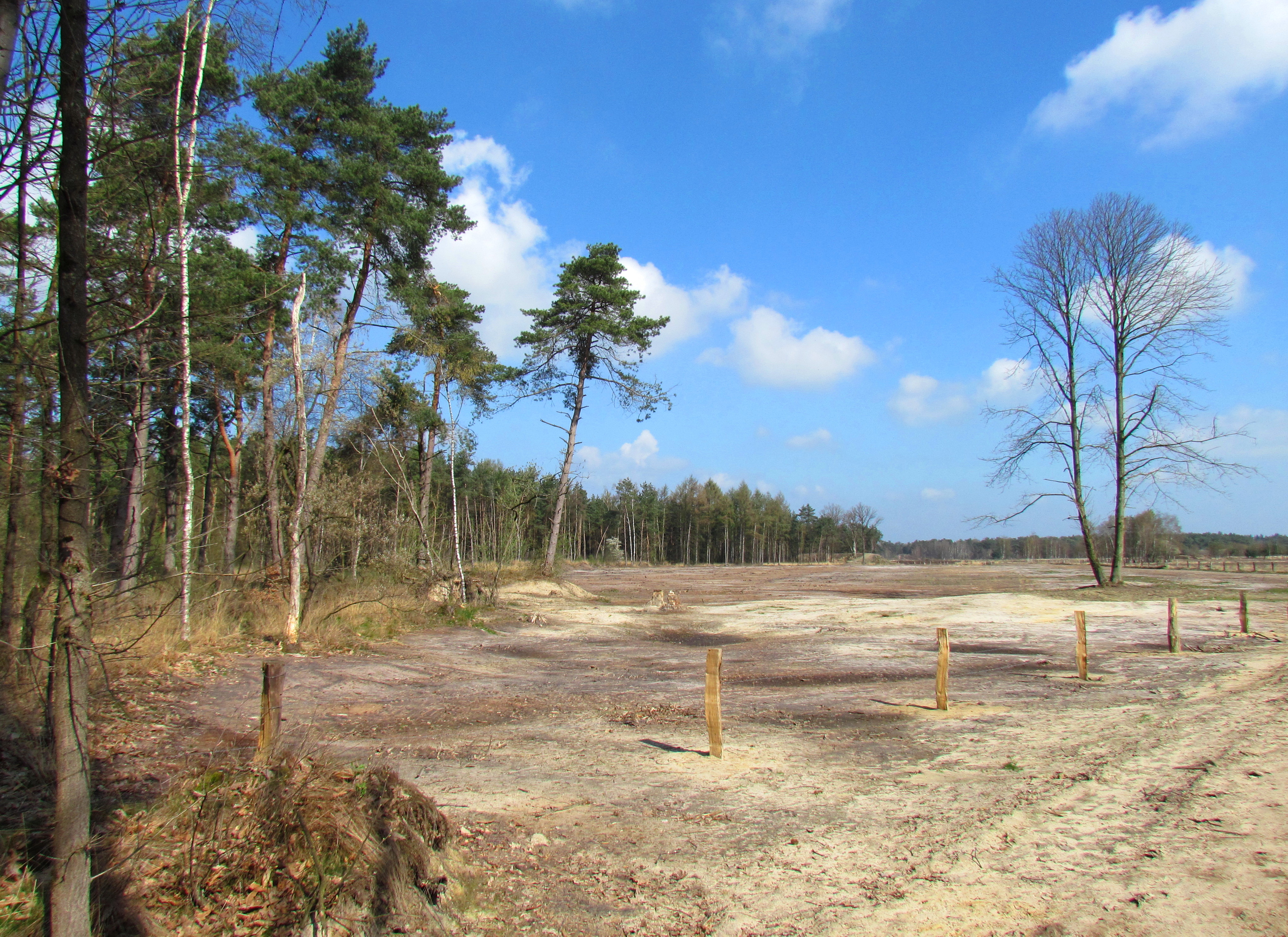
In 2014 ontboste heide
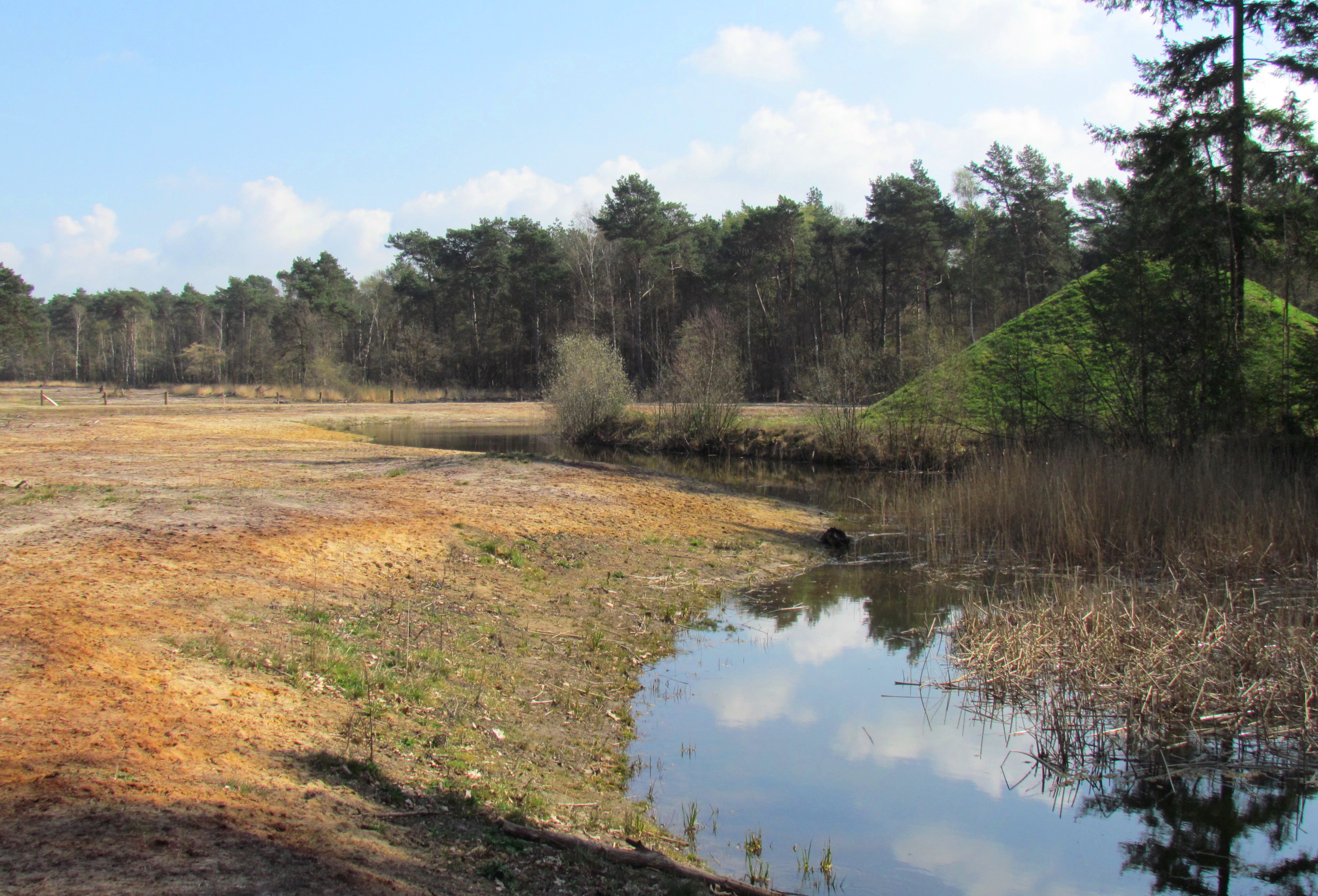
Venoever
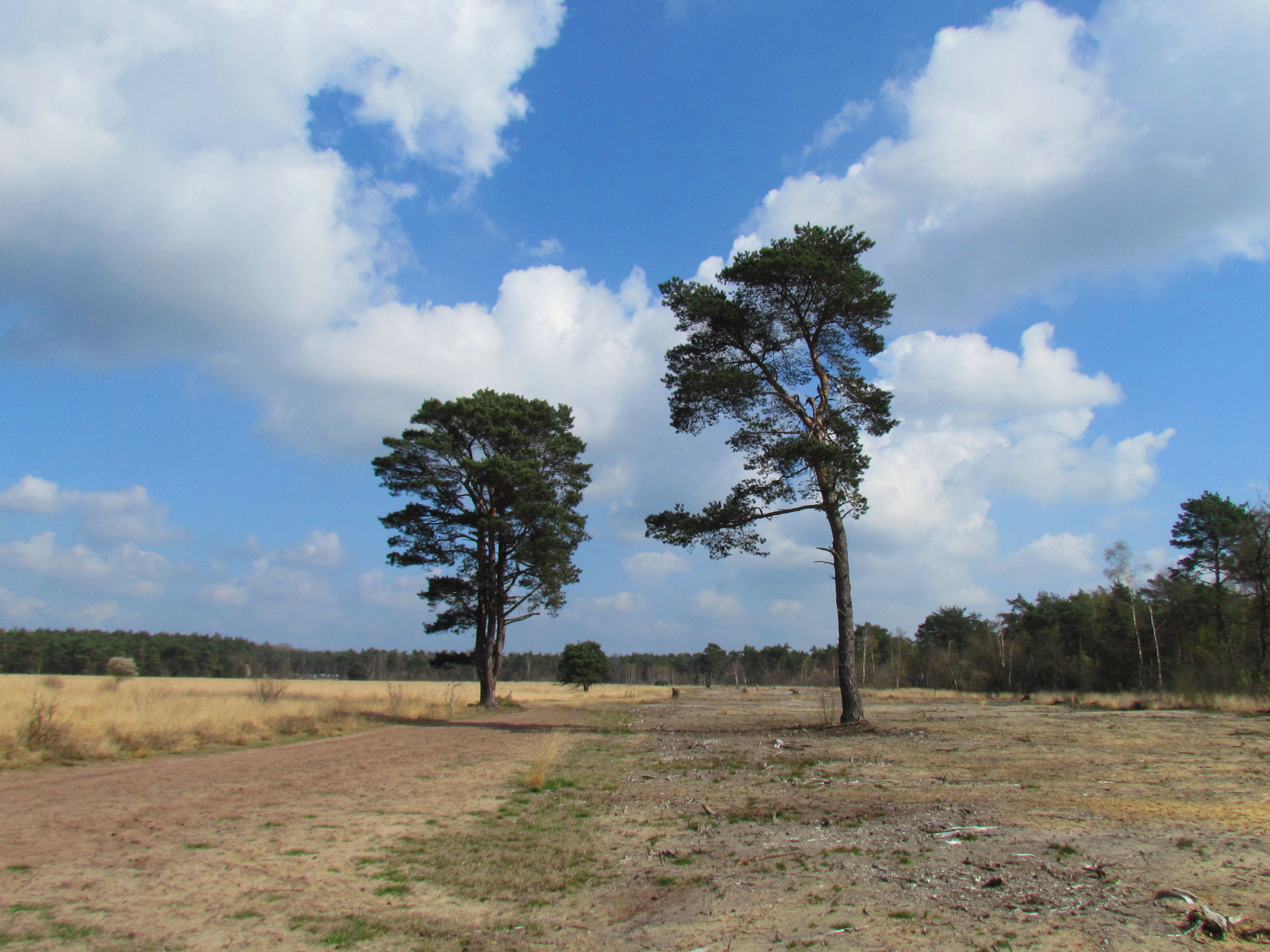
Gespaarde naaldbomen
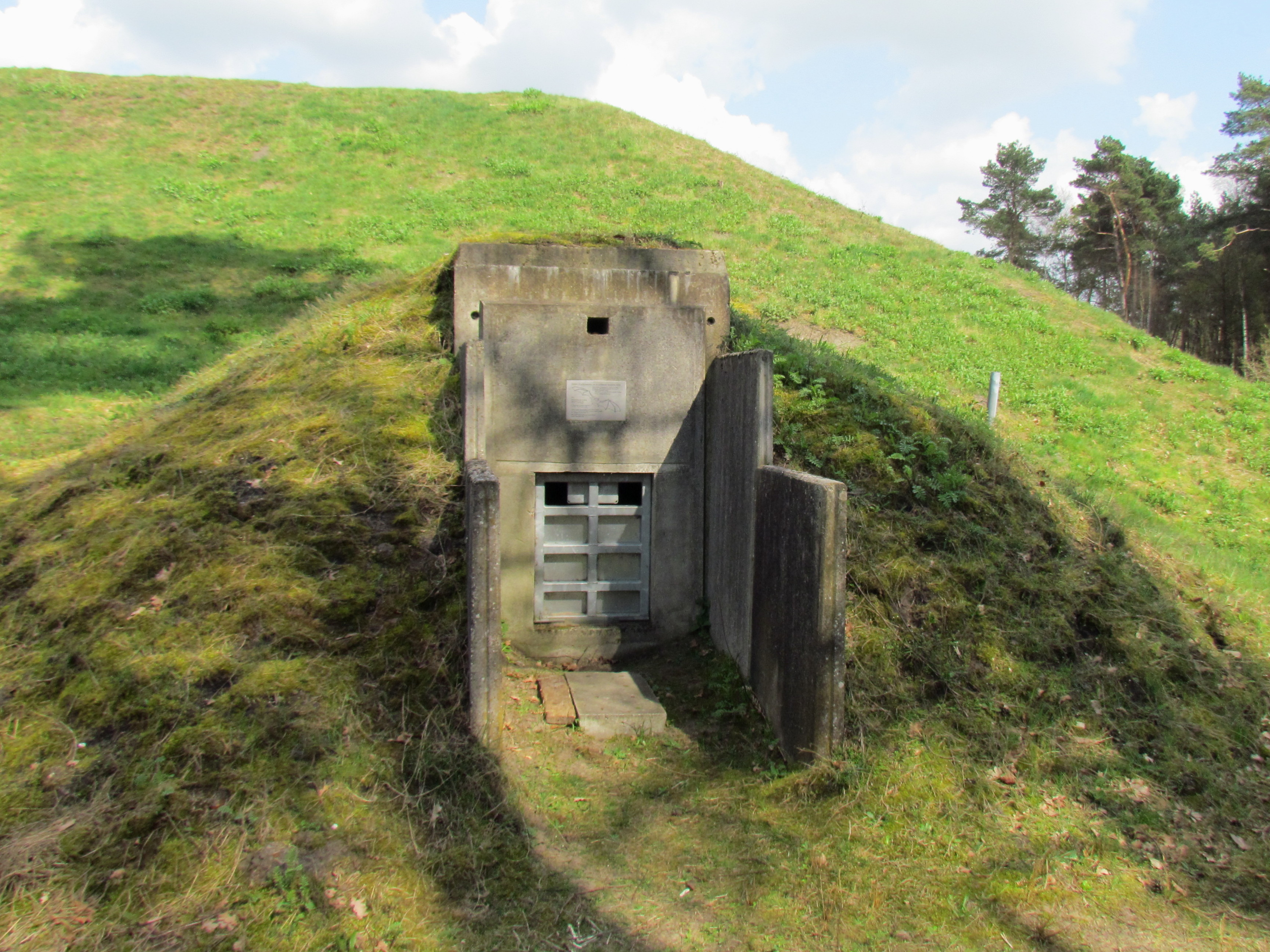
Opslagkelder, nu vleermuizenverblijf
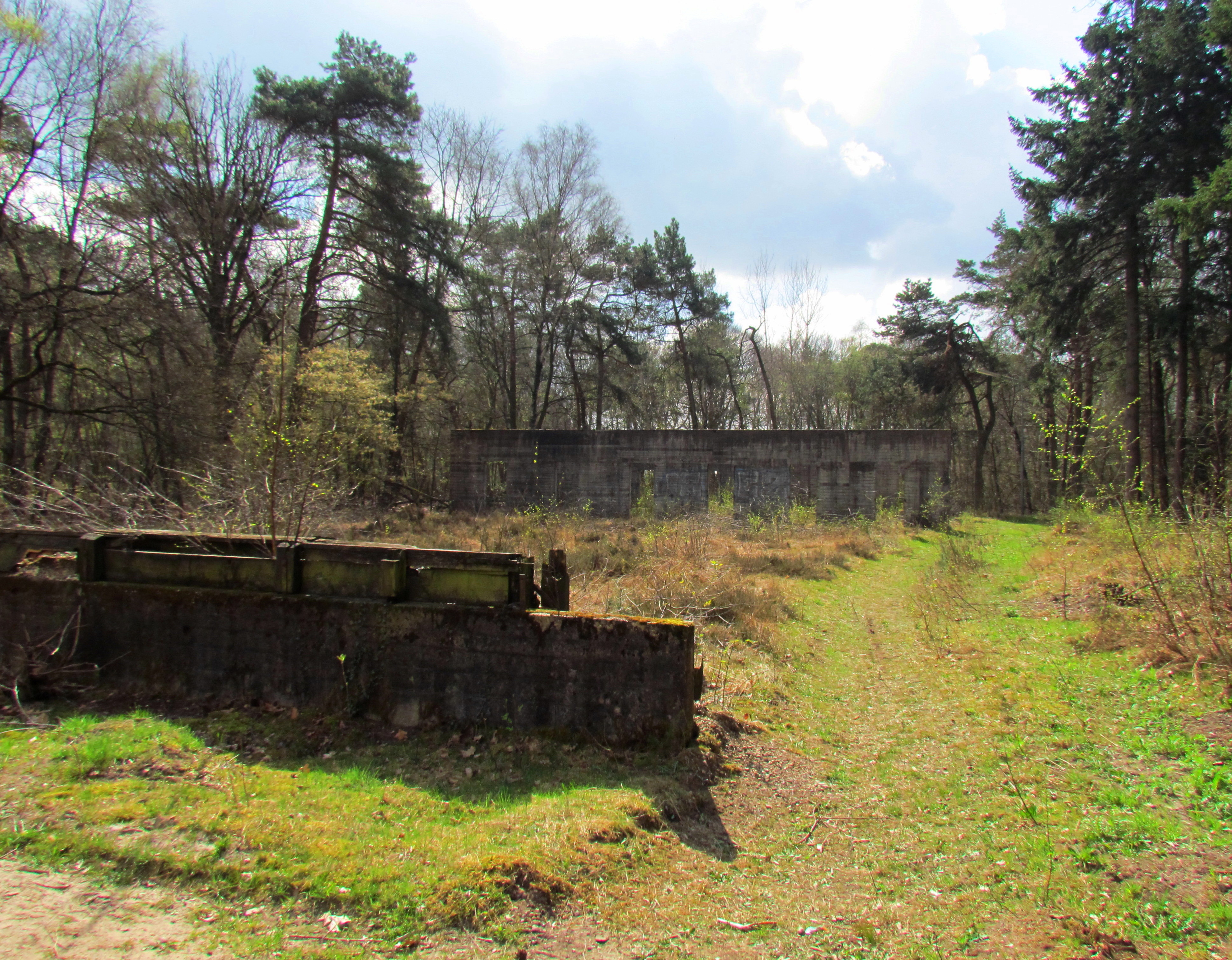
Voormalige schietbaan